# アーミデール級哨戒艇
| アーミデール級哨戒艇 | アーミデール級哨戒艇   | アーミデール級哨戒艇   |
| -------------------- | ---------------------- | ---------------------- |
|                      |                        |                        |
| 「アルバニー」       |                        |                        |
| 艦級概観             |                        |                        |
| 艦種                 | 哨戒艇                 | 哨戒艇                 |
| 前級                 | フリーマントル級哨戒艇 | フリーマントル級哨戒艇 |
| 次級                 | 計画中                 | 計画中                 |
| 主要諸元             |                        |                        |
| 排水量               | 基準: 300トン          | 基準: 300トン          |
| 全長                 | 56.8m                  | 56.8m                  |
| 水線長               | 52.1m                  | 52.1m                  |
| 全幅                 | 9.5m                   | 9.5m                   |
| 深さ                 | 5m                     | 5m                     |
| 吃水                 | 2.7m                   | 2.7m                   |
| 機関                 | MTU 16V4000 (2,320 kW) | 2基                    |
| 機関                 | バウスラスター (160kW) | 1基                    |
| 機関                 | スクリュープロペラ     | 2軸                    |
| 速力                 | 25ノット以下           | 25ノット以下           |
| 航続距離             | 3,000海里（12ノット）  | 3,000海里（12ノット）  |
| 乗員                 | 29                     | 29                     |
| 武装                 | M242 25mm機関砲        | 1門                    |
| 武装                 | M2HB 12.7mm機銃        | 2挺                    |
| 搭載艇               | 7.24m複合艇            | 2隻                    |
| レーダー             | ブリッジマスター E     | ブリッジマスター E     |
| 電子戦               | プリズム3 ESM装置      | プリズム3 ESM装置      |

アーミデール級哨戒艇（Armidale class patrol boat）は、オーストラリアの哨戒艇。14隻がオースタルによって建造された。

## 開発
オーストラリア海軍は、保有する15隻のフリーマントル級哨戒艇の老朽化に伴い、1999年より更新計画SEA 1444を立案していた。これに対してディフェンス・マリタイム・サービスズ（DMS、後のDMSマリタイム）が設計し、建造をオースタルが担う分担で応札した。2003年12月17日には、DMSの案が採用され5億3300万ドルで12隻の建造が決定、2004年10月には2隻が追加された。
建造はオースタルが所有するフリーマントルのヘンダーソン造船所で行われた。

## 設計

### 艇体
艇体は総アルミニウム製であり、南緯50度以南での活動は考慮されていない。高速艇の商船規格に軍艦構造を組み合わせたハイブリッドであり、環境汚染と安全規格については民間船のものに準じている
シーステート5まで対応し、シーステート4（波高2.5m）で全ての任務をこなして25ノットでの24時間巡航が、シーステート5（4m）で主要な捜索任務をこなすことが求められている。3,000海里の航続力を用いて1,000海里離れた洋上で42日間の任務に従事可能とされている。
耐航性は、フリーマントル級よりも大型で半滑走型のV字型艇体とスタビライザーにより、能動的に海面の変化に対応することが可能となっている。

### 人員
標準的な乗組員の構成は、船長を含む士官7人、下士官4人、伍長・兵18人の29人である。船室は、船長室1、士官用2人部屋3、下士官用2人部屋2、伍長・兵は2人部屋1に4人部屋4となっている。加えて、簡易寝台20台を運用可能である。
オーストラリア海軍では、21人で運用している。

### 装備
主砲としてタイフーンRWS上にM242 25mm機関砲を装備している他、ブリッジ後方両舷にM2HB 12.7mm機銃各1挺を有する。
搭載艇はゾディアックの複合艇ZH 733を2隻後部甲板上に搭載している。
光学機器に加え、スペリー・マリーンのE/F/IバンドレーダーブリッジマスターEとBAEシステムズ・オーストラリアのESM装置PRISM IIIを備え、通信機器はCEAテクノロジーズ製のものを採用している。

## 運用
アーミデール級は、アーデント（Ardent）、アセイル（Assail）、アタック（Attack）、アウェア（Aware）の4個哨戒艇隊に振り分けられ、4隻が6組のクルーによって運用されている。アウェア隊のみ半個艇隊規模であり、クルーも3組となっている。配置は、ケアンズにアーデント隊が配備され、他の3隊はダーウィンに配備されている。
海上での捜索救難活動、不法入国阻止や排他的経済水域での密漁取り締まり等の治安維持、国境警備などに用いられている。

## 問題点
硫化水素や一酸化炭素が内部に漏出する点が指摘されており、2006年には4人の負傷者が出ているとされる。また、燃料やエンジンのトラブルに加えて、トイレの排水不良等の居住空間についての問題も指摘されている。

## 同艦型
| 名称    | #                              | 就役           | 除籍           | 最終所属 |
| ------- | ------------------------------ | -------------- | -------------- | -------- |
| ACPB 83 | アーミデール HMAS Armidale     | 2005年6月24日  | 2023年3月30日  | Attack   |
| ACPB 84 | ララキア HMAS Larrakia         | 2006年2月10日  | 2023年11月28日 | Attack   |
| ACPB 85 | バサースト HMAS Bathurst       | 2006年2月10日  | 就役中         | Attack   |
| ACPB 86 | アルバニー HMAS Albany         | 2006年7月15日  | 就役中         | Attack   |
| ACPB 87 | ピリー HMAS Pirie              | 2006年7月29日  | 2021年3月26日  | Assail   |
| ACPB 88 | メイトランド HMAS Maitland     | 2006年9月29日  | 2022年4月28日  | Assail   |
| ACPB 89 | アララト HMAS Ararat           | 2006年11月10日 | 2022年7月2日   | Assail   |
| ACPB 90 | ブルーム HMAS Broome           | 2007年2月10日  | 就役中         | Assail   |
| ACPB 91 | バンダバーグ HMAS Bundaberg    | 2007年3月3日   | 2014年12月18日 | Ardent   |
| ACPB 92 | ウロンゴン HMAS Wollongong     | 2007年6月23日  | 20222年12月8日 | Ardent   |
| ACPB 93 | チルダース HMAS Childers       | 2007年7月7日   | 就役中         | Ardent   |
| ACPB 94 | ローンセストン HMAS Launceston | 2007年9月22日  | 2023年6月1日   | Ardent   |
| ACPB 95 | メアリーバラ HMAS Maryborough  | 2007年12月8日  | 2023年9月28日  | Aware    |
| ACPB 96 | グレネルグ HMAS Glenelg        | 2008年2月22日  | 2022年10月6日  | Aware    |

## 登場作品
『シー・パトロール』
第2シーズン（Sea Patrol II: The Coup）以降の舞台として架空艇「ACPB-82 ハマースレイ（Hammersley）」が登場。
撮影には「ブルーム」が使用されており、撮影期間86日のうち42日間に及んだ。他の期間の撮影はスタジオやゴールドコーストで行われたが、一部は「ローンセストン」で行われている。2010年には、オーストラリア海軍がYouTubeで「ララキア」の活動を公開したが、そのタイトルは「The real Sea Patrol 」としている。